# Polisportiva Forza e Coraggio 1947-1948
Questa pagina raccoglie le informazioni riguardanti la Polisportiva Forza e Coraggio nelle competizioni ufficiali della stagione 1947-1948.

## Rosa

### Rosa 1947-1948
Rosa della Polisportiva Forza e Coraggio 1947-1948.
| N. |                   | Ruolo | Calciatore       |
| -- | ----------------- | ----- | ---------------- |
|    | Italia (bandiera) | P     | Di Pietro        |
|    | Italia (bandiera) | D     | Madonna          |
|    | Italia (bandiera) | D     | Pupillo          |
|    | Italia (bandiera) | D     | Maddalena        |
|    | Italia (bandiera) | D     | Rossini          |
|    | Italia (bandiera) | D     | Carlo Tozzi      |
|    | Italia (bandiera) | D     | Peter            |
|    | Italia (bandiera) | D     | Liberti          |
|    | Italia (bandiera) | D     | Dante Cataldi    |
|    | Italia (bandiera) | D     | Nando Bettinelli |
|    | Italia (bandiera) | C     | Brandimarte      |

| N. |                   | Ruolo | Calciatore        |
| -- | ----------------- | ----- | ----------------- |
|    | Italia (bandiera) | C     | Mauro D'Alò       |
|    | Italia (bandiera) | C     | Romani            |
|    | Italia (bandiera) | C     | Nello Silvestri   |
|    | Italia (bandiera) | C     | Rolando Appolloni |
|    | Italia (bandiera) | C     | Marchizza         |
|    | Italia (bandiera) | C     | Mastroddi         |
|    | Italia (bandiera) | A     | Fedele            |
|    | Italia (bandiera) | A     | Dante Lacorata    |
|    | Italia (bandiera) | A     | Sion              |
|    | Italia (bandiera) | A     | Zelaschi          |